# エンカウスティーク

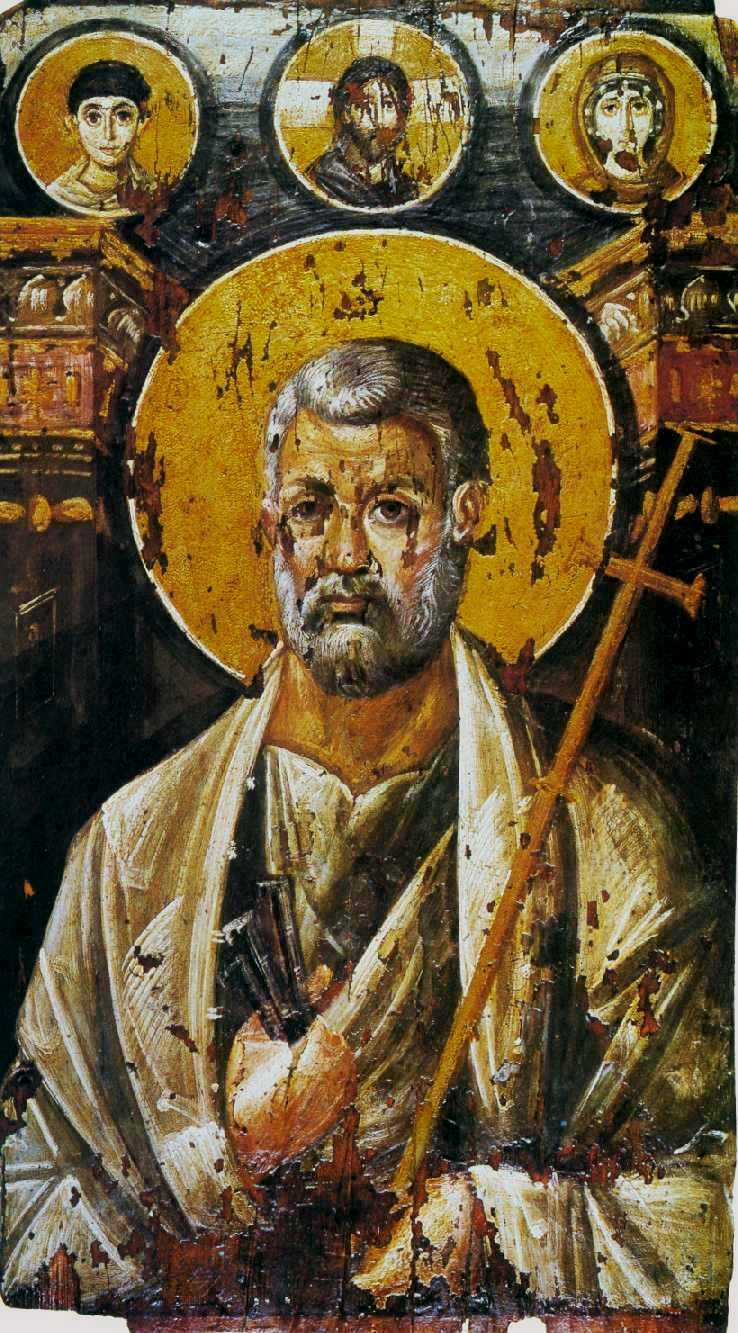
エンカウスティークによる聖ペトロのイコン（6世紀、聖カタリナ修道院）

エンカウスティーク（ドイツ語: Enkaustik）は、着色した蜜蝋を溶融し、表面に焼き付ける絵画技法。蝋画（ろうが）ともいう。

## 概要
英語ではエンコスティックまたは仏語アンコスティックと呼ばれ、美術史上最古の絵画技法のひとつである。その起源は古代の文献やわずかな遺品などから推測されうるだけでも2000年以上前のローマ帝国には存在していたと考えられている。もっとも多くの作例として残っているのは紀元1世紀頃、すでにローマ帝国の属州になっていた、エジプトのファイユーム地方から出土したミイラの生前の肖像画（ミイラ肖像画）である。これら肖像画は棺の蓋の顔にあたる部分に描かれていたが、驚くべきことはほとんど描かれた当時のままの状態で保存されているということである。これはエンカウスティーク技法が、耐光性、耐水性、耐酸性などをもつ優れた有機物質としての蜜蝋を描画材料にしていたことに起因している。
2000年前の絵画技法を詳細に解析することはきわめて困難であるが、プリニウスなどの古文献を要約すると、着色した蜜蝋を熱で溶かしながらレバノン杉などの板に直接あるいは麻布を貼った上に焼き付けて描く高度な絵画技術であったといえる。作例はベルリン美術館など多くの場合棺のままの状態で見ることができる。また日本では大原美術館やブリヂストン美術館に断片が保管されている。
エンカウスティークは、現代ではジャスパー・ジョーンズをはじめとする現代美術の芸術家などによって多用されている。ジャスパー・ジョーンズの「星条旗」や「まと」を描いたエンカウスティーク作品は良く知られている。また、この技法研究の日本国内での第一人者としては、横浜国立大学の赤木範陸があげられる。エンカウスティークに対する適当な日本語訳はなかったが、赤木は「熱融解鑞画法」あるいは「焼き付け鑞画法」という訳語を与えている。

## 技法
エンカウスティーク技法はまず、蜜蝋のみを溶かして顔料を混ぜ込み固形の鑞絵の具を作り、それを熱で再び溶かしながら描くというかなり厄介で高度な技法であった。今日では固着性を高め丈夫にするためにダンマル樹脂（英: Dammar gum）が添加されることがあるが、本来は蜜蝋以外に何も混ぜてはいなかった。
赤木範陸はこの技法を使って描く画家でもあるが、本来のエンカウスティーク技法を使いやすくするため固形の蜜蝋を水に溶けるようにするという化学的な改良をほどこしている。そうすれば固体の蜜蝋を熱で溶かしながら描くという困難さは解消され、普通の絵筆に絵の具をつけて描くように全く自由に描けるうえ後でゆっくりと熱して溶かして固着させればよいというわけだ。